# Osmar Donizete Cândido
Osmar Donizete Cândido (født 24. oktober 1968) er en tidligere brasiliansk fodboldspiller.

## Brasiliens fodboldlandshold
| Brasiliens landshold | Brasiliens landshold | Brasiliens landshold |
| År                   | Kmp                  | Mål                  |
| -------------------- | -------------------- | -------------------- |
| 1995                 | 1                    | 1                    |
| 1996                 | 3                    | 1                    |
| 1997                 | 4                    | 0                    |
| 1998                 | 1                    | 0                    |
| Total                | 9                    | 2                    |